# Charles Dubouillé
Charles Dubouillé (* um 1918) ist ein französischer Tischtennisspieler, der an acht Weltmeisterschaften teilnahm und 1948 mit der Mannschaft Vizeweltmeister wurde.

## Werdegang
Charles Dubouillé wurde um 1918 auf einer mittelamerikanischen Insel geboren. Bei den nationalen französischen Meisterschaften gewann er neun Titel, nämlich 1943 und 1947 im Einzel, sechsmal im Doppel und einmal im Mixed.
Von 1934 bis 1959 wurde er achtmal für Weltmeisterschaften nominiert. Am erfolgreichsten schnitt er hier im Mannschaftswettbewerb ab, bei dem er 1948 im Endspiel stand, das gegen die CSR verloren ging. 1936 holte er mit der Mannschaft Bronze, 1934 kam das Team auf Platz fünf.